# Lucas Borges
Pour les articles homonymes, voir Borges.

a Compétitions nationales et continentales officielles uniquement.

b Matchs officiels uniquement.
Dernière mise à jour le 18 juin 2012.
Lucas Borges, né le 17 février 1980 à Buenos Aires, est un joueur argentin de rugby à XV. Il joue en équipe d'Argentine et évolue au poste d'ailier.

## Biographie
Lucas Borges honore sa première cape internationale en équipe d'Argentine le 27 avril 2003 à Montevideo pour une victoire 144 à 0 contre l'équipe du Paraguay.
En mars 2009, il est invité avec les Barbarians français pour jouer un match contre le XV du Président, sélection de joueurs étrangers évoluant en France, au Stade Ernest-Wallon à Toulouse. Les Baa-Baas s'inclinent 26 à 33.

## Palmarès
- Championnat de France de rugby à XV :
  - Champion (1) : 2007
- Coupe d'Europe :
  - Finaliste (1) : 2005

## Statistiques en équipe nationale
- 32 sélections en équipe d'Argentine depuis 2003
- 70 points (14 essais)
- LUcas Borges dispute la Coupe du monde, en 2007 ou il dispute 5 matchs et inscrit 15 points (3 essais)
- Sélections par année : 3 en 2003, 9 en 2004, 2 en 2005, 4 en 2006, 6 en 2007, 2 en 2008, 3 en 2009, 3 en 2010